# Staurostoma mertensii
Staurostoma mertensii is een hydroïdpoliepensoort uit de familie van de Laodiceidae. De wetenschappelijke naam van de soort is voor het eerst geldig gepubliceerd in 1834 door Brandt.